# Riesenkopf
Le Riesenkopf est un sommet du massif des Vosges culminant à 1 077 mètres d'altitude.

## Toponymie
En allemand, « Riesen » est la déclinaison au génitif singulier de « Riese » signifiant « géant » et « Kopf » signifie « tête ». Riesenkopf peut donc se traduire par « tête du Géant ».

## Géographie
Cette montagne borde la route des Crêtes (D 431) dans la descente vers Uffholtz, elle est située à proximité du Molkenrain et du col du Silberloch au sud du Grand Ballon.